# 烏帽子炭坑
烏帽子炭坑（えぼしたんこう）とは、現在の熊本県天草市の牛深にあった海底炭鉱である。1897年（明治30年）に、天草炭業株式會社により整備された。
無煙炭であるため軍艦の燃料煉炭としての利用が期待されていたが、湧水などが原因で開始から数年で採掘が中止された。なお、坑口は2020年時点でも当時の様子のまま残っている。1992年12月2日から、市指定史跡として指定されている。国土地理院表記では「えぼうす」瀬の炭坑である。

## 年表
- 1896（明治29年）、帆足義方が日本煉炭株式曾社を創立（志岐炭業部、新山鑛業所、浦越鑛業所、茂串鑛業所、権現山鑛所）
- 1897（明治30年）4月、中嶋錫胤が京橋区高島町に天草炭業株式會社設立、牛深事務所設置。「天草炭業株式会社は本社を東京京橋区月島町に置き、練炭及び骸炭を蒸造する。資本金は、100万円、このうち炭業に関して40万円のうち26万円を炭区代として支出し、残り14万円は烏帽子坑の大工事にあて、地代は埋め立てによってまかなう｣[3]とある。

- 1897（明治30年）7月、帆足義方・吉田千足が崎津に煉炭工場設置、天草炭業株式會社烏帽子炭礦を設計。
- 1897（明治30年）12月1日、天草炭業株式會社株主の児島喜三郎が烏帽子坑を視察。「この坑は、海中の烏帽子の如き岩が突出して、それから600間程斜めに小さい岩がある。この岩の下は、一面の石炭である。実に広大な鉱区には違いない。この烏帽子岩に石垣をめぐらし、これへ陸から橋を架け、その橋へ軌道を敷き、6尺・30尺の蒸気機関が2個と捲揚器械が据え付けてございます。先頃、海軍の磯部さん、その後に武田さんと訪れ、いずれも炭業熱心の将校方が御巡回の際、この鉱区を御覧になりまして、その炭質・設計・鉱区は申し分ない名鉱区であると深く賞賛せられた[4]」「ここには竪坑と斜坑がある。斜坑は、目下、36間半程いっている。これがあと30間いければたいしたものである。今、石炭も出せないことはないが、それでは、坑口坑道を広げるから鉱区がだいなしになるため成すべく竪坑と斜坑工事を進ませてからの掘りが利益である。大体2月末か3月初めから掘るようになる[4]」

- 1898（明治31年）2月23日、石炭掘り延べを開始する。「烏帽子坑は、波除け堤防・桟橋等の外部工事は総て落成し、坑口より坑道の工事は1月迄支障なく進行したが、1月中旬に至りドヤに出遇い、大いに進行を妨げたが、その後、なんとかこれをうがち通し炭層に達したため、2月23日より掘り延べに従事している。ドヤのために60余日を費やし、目的の地に達するの時日が遅延した」「頃日、海軍機関中監武田秀雄は天草に出張し烏帽子坑にも行き、烏帽子の炭量に富み炭質の良好であることを視察した。我、海軍をして幾多の勢力を加えることができるとして称賛している。海軍省では練炭製造所計画しており煉炭は天草の無煙炭を用いることとし、優等の石炭は、天草炭業會社所有の烏帽子、一町田、念河原、新田平、茂串、権現山及び所属の志岐、中の鼻の諸坑にあるので、無限の原料は他に得がたい。」とある。[5]本書には炭礦設計圖、礦區実測圖が添付されている。

- 1898（明治31年）3月11日、天草炭業株式會社から烏帽子石炭の海軍軍艦用煉炭燃焼試験願いを提出する。海軍機関中監の武田秀雄が天草・烏帽子坑に出張する。[6]

- 1898（明治31年）4月26日、石炭調査委員長重久篤行から海軍大臣侯爵西郷従道宛に煉炭燃焼試験報告書が提出される。「烏帽子炭の試験罐による試焚の成績、水雷艇における試験の結果より好燃料たるべき資性を備えると認められる。ただ、最良の軍用煉炭とはみなすことはできないため、多少の改良を施せば艦艇の実勢を顕著に表現することは可能となる。」[7]
- 1898(明治31)年5月31日　天草炭業株式会社製造練炭試験の件について、石炭調査委員長重久篤行から横須賀鎮守府司令長官(鮫島員規)宛に報告される。「天草炭業株式会社製造煉炭（調合は烏帽子炭82/100、香焼有煙炭10/100、ピッチ8/100）拾万キロ購買し府機関部需品庫に貯蔵すること。」「會社所有の烏帽子炭坑以外の炭坑より産出する無煙炭中充分軍用煉炭の原料と見込みあるものを選定し、煉炭を製造せしめ試験に供すること。烏帽子炭のほか念ケ原炭、一町田炭、志岐光炭。」[8]
- 1898(明治31)年9月10日　艦艇に於いて煉炭試焚の件　石炭調査委員長重久篤行から海軍大臣侯爵西郷従道宛に報告される。「軍艦千代田（ベルビール汽罐）、高砂（普通汽罐）及第二十四号水雷艇（ノルマン汽罐）、軍艦は横須賀軍港に於て、水雷艇は神戸港に於て試焚する。」[9]
- 1898(明治31)年12月9日　海軍機関中監の武田秀雄が天草・烏帽子坑に出張する。[10]
- 1899(明治32)年3月9日　天草煉炭調査試験並成績報告附意見書が石炭調査委員長重久篤行から海軍大臣山本権兵衛宛に報告される。「天草炭業株式会社製造の煉炭（烏帽子炭[烏帽子坑3尺炭]90、高島炭10）は、仏国炭に対し灰量は著しく少ないがクリンカーは著しく多い。凝集力は著しく少ない。ただし、洗浄方法の改良や精巧な器械の舶来することあれば、ほとんど仏国煉炭に並ぶものとして優に軍用燃料としてなすに足る者と認定する。(試験日　明治31年10月21日)」、「烏帽子坑炭は明治31年6月委員伊達只吉機関少監監視の上採掘したものである。」、「烏帽子坑に隣接する北天及び米櫃等のごときは烏帽子坑の同系炭脈なので必ず烏帽子坑と同質の原料炭を得ることができよう。」[11]
- 1899（明治32年）4月、重久篤行から実地燃焼試験報告が提出される。「軍艦（千代田・高砂）･第24號水雷艇実地試験、煙及び灰は天草煉炭の方が優れり、只、クリンカーの多きは一つの欠点」とされた[12]。同年、帆足義方が長崎港外西彼杵郡土井首村に煉炭工場を設置。烏帽子坑無煙炭などを使用する。
- 1900（明治33）2月海軍造舩大監辰巳一、海軍機関少監鈴木富三は、天草無煙炭坑の現状実地視察し（添付された烏帽子坑スケッチに28/2/33の日付書き有り）、4月6日に石炭調査委員長重久篤行に報告をおこなっている。その後、6月7日山本権兵衛海軍大臣宛に以下の内容を進達している。  「烏帽子炭坑：本坑採炭は天草全島中最良の名あるものにして、常時天草炭業會社の所有に属せり。本坑もまた、他の下須島炭坑に於ける如く、その傾斜すこぶる急にして、かつ、炭層が薄いを免れない。坑内の湧水極めてはなはだしく排水は容易ならざる。本坑の炭脈は、全部ことごとく海底に没し、その露頭は岸辺にあって波間に隠見する。この坑口は陸岸をへだて数10間の所にある瀬の上に築かれたる石垣造りの埋地の上にあって、これに85間の桟橋を架設し、往復の便に供している。  炭坑位置:天草郡牛深村字烏帽子。礦区坪数：316,000余坪。炭層：2尺層及び3尺層。含畜炭量：凡そ31億6,000余斤（1坪に付き平均1万斤の割）。炭層の傾斜：55度。  坑口：目下3尺層のみ採掘に従事。坑口は1個にして斜口なり。本卸口の延長60間にして運炭用「レール」を敷設す。排気兼排水用としてその傍らに3個の竪坑を備える。  汽罐（ボイラー）：ランカシャ製(径6呎[フィート]2吋[インチ])3基。捲揚機械（ウィンチ）：14呎径の筒式のもの1台。きょう筒（ポンプ）：10吋径2台、14吋径1台、16吋1台、合計4台を備う。孔内通風：自然通風による。使役人員：諸種の坑夫合わせて凡そ200人。出炭高：1日凡そ7～8万斤。運炭法：捲揚機械により引揚げられたる炭車は斜坑の鉄軌10数間の距離を伝わり、直ちに石垣脇の舩舶に移す方法をとる。坑口の周囲は水深浅くはないが、暗礁所々に突起散在するため、150噸[トン]以上の舩を近付けることができない。  炭層の質：本坑の炭層は、極めて純粋にして一つの夾雑物も含まない。天盤は堅質の石をもって覆われる。下盤（炭層の下底）には2～3寸ばかりなる粘質の土があり、その底にまた堅石あり。本坑採掘の石炭は、まったく選別の必要なく、搬出の後、直ちに使用に供することができる。」[13]という内容である。本書には、礦区図、礦内平面及び裁断図[深さ160尺]、遠望スケッチが添付されている。
- 1900（明治33）年9月20日　天草炭業社長小野金六より海軍機関中監武田秀雄　天草炭業長崎煉炭製造所へ出張許可願いを提出する。[14]
- 1901（明治34）年1月25日、石炭調査委員長重久篤行は、山本権平海軍大臣宛に土井ノ首の現状實地視察の報告をおこなっている。この中に、明治33年7月に出張した臨時石炭調査委員市川機関中監からの伝聞として、「製造中の煉炭は天草仲ノ鼻三尺炭を原料とする。内実、茂串の2尺及び8寸層より採掘したものも混入する。」「烏帽子炭坑は断層も既に切り抜き着炭したるも、現時は全く採掘せずと云う。」[15]という記載が見られる。
- 1901（明治34）年8月27日　天草炭業社長小野金六は日本煉炭に改称を海軍省に報告する。

- 1903（明治35年）10月27日、『武田機関中監ノ研究報告』が海軍総務長官齊藤實に提出され、「我海軍において既に経験していることだが、かの烏帽子・仲ノ鼻もしくは権現山坑算出の石炭を原料としたる煉炭が数回英炭を凌駕する成績を得たに関わらず、「クリンカー」の有害作用のため長時の焚火に耐えざるは常に最も遺憾と為す処である。[16]」「天草炭中最初に原料とした烏帽子炭、ついで中ノ鼻炭、両坑の如きは何れも採掘に伴う困難著しく大なるがため、ついにこれを廃坑する悲運となったことは、斯業発達の上において一つの蹉跌に遭遇したものと認めざるを得ない」とされる[12]。

- 1904（明治36年）、金原信泰によるレポート（『地質調査所刊行地質要報』第3號「天草下島煤田」(承前)162ページを引用）が提出される。後に金原は「炭質亦良質に属するも、坑内排水困難の為め休業せる者なりといふ」と報告した[17]。